# 杜納特
杜納特（法語：Dounet）是非洲西部國家幾內亞的一個副省級城鎮，位於該國中西部馬木大區馬木省，2014年的人口為30685人，他採用格林威治標準時間作為其時區。